# 傻瓜們的監獄生活
《傻瓜們的監獄生活》（韓語：호구들의 감빵생활），為韓國tvN電視台播出的真人實境秀節目。節目形式是成員分組進行各種遊戲，推理並找出隱藏在「監獄模範犯人」中的「黑手黨」。出演者和觀眾們要在遊戲中獲得黑手黨提示，尋找的過程中，無法預測的遊戲和高度的心理戰，將會為觀眾們呈現新鮮的看點。

## 節目成員
| 姓名             | 姓名 | 出生日期 （年齡） | 演出集數 | 備註     |
| 漢字             | 諺文 | 出生日期 （年齡） | 演出集數 | 備註     |
| ---------------- | ---- | ----------------- | -------- | -------- |
| 金泰鎮           |      | 1980年8月31日     | 第1~26集 |          |
| 李壽根           |      | 1975年2月10日     | 第1~26集 |          |
| 鄭亨敦           |      | 1978年3月15日     | 第1~26集 |          |
| 金鍾旼           |      | 1979年9月24日     | 第1~26集 |          |
| 黃帝聖           |      | 1982年9月25日     | 第1~26集 |          |
| 李相燁           |      | 1983年5月8日      | 第1~26集 |          |
| 張度練           |      | 1985年3月10日     | 第1~26集 |          |
| 韓寶凜           |      | 1987年2月12日     | 第5~26集 | [ 4 ]    |
| JB (GOT7)        |      | 1994年1月6日      | 第1~26集 | [ 註 1 ] |
| 勝寬 (Seventeen) |      | 1998年1月16日     | 第1~26集 | [ 註 1 ] |
| 崔叡娜 (IZ*ONE)  |      | 1999年9月29日     | 第1~26集 |          |

### 備註
1. ↑  節目主持人
2. ↑  因其他行程第13~14集缺席
3. ↑  因其他行程第21~22集缺席
4. ↑  因其他行程第7~12、19~22、25~26集缺席
5. ↑  因其他行程第7~10、17~18、21~24集缺席
6. ↑  因其他行程第11~12、19~20、23~26集缺席

## 節目形式
- 每兩集一輪遊戲。
- 成員和嘉賓自選牢房以選出班隊，並以「粉紅誠實班」和「天藍正直班」制服分組。其中有三位隨卡抽出的犯人，盜取的900萬韓元贓款會在5個「教化活動」裡分發。犯人所在的牢房也寫在卡上。沒有被抽的無辜牢犯，卡上寫上「提示詞」。檢查身份時會戴上耳機，為免聽見其他牢房的聲音。分組後，不能直呼出提示語，也不能對其他人提出針對性問題（例：「JB是黑手嗎？」、「JB，如果我自首說我是黑手黨，那你可以告訴我，提示語跟食物有關嗎？」）
- 從第9集起，所有犯人在牢房裏戴上耳機，除了防止身份外洩，也是讓
  - 模範犯人們構思提示語表達方法。
  - 黑手黨們在手機作群體策劃（第8集透露）。
- 在每個活動後，用黃色膠帶供出一名黑手黨，貼在疑犯的手袖，勝利班或個別犯人可多拿一票，追加票（黑色膠帶）在最後投票（或解決同分情況時）使用，落敗班需以畫畫、肢體、比手畫腳形式說明提示語。
- 每次投票票數最多的人被拘捕。三回投票後，若有兩名黑手黨存活，得票最高的兩人被捕。
- 每輪投票時，如果犯人被供出，300萬以2：1比例分發給勝利組和落敗組。
- 如果最後依然有起碼一名犯人存活，所有900萬贓款歸黑手黨黨員分攤，因此黑手黨風險很大，相對的個人分得金額也比較大 [300萬－200萬（最多只得600萬，如果一隊有兩人是黑手黨，餘下3人分攤）]。
- 被淘汰的犯人和黑手黨員可繼續參加餘下活動，但會在該集剝奪投票權。第1~2集是除了剝奪投票權外，黑手黨是不能說話以免動搖局面。從第3集開始，黑手黨只被剝奪投票權，可以講話動搖局面。
- 第8回起，黑手黨可在開始比賽前，選擇以「死亡筆記」把一人直接除掉，而他／她的身份也可以是黑手黨，而他／她的選票也直接作廢。
- 自第25集，每一集一輪遊戲，而且只進行3個教化活動。

### 教化活動

#### 團體賽
- 請給一首歌 Show: 每組派兩位成員搶答。看著一雙來自孿生姐妹的手或「淡妃爺爺」的舞蹈而猜歌名（涵蓋1980－2010年代歌曲），及後，其他成員需接唱歌詞。搶答隊員可幫助不會歌詞或歌曲的團員作答，但不能代答。
- 答案的梯階：主持人講出關鍵字, 所有成員掛上階梯，作答題目。答錯後，作答順序相反。。答對3題的隊伍為勝  例：「五行」，「金、木、水、火、風」。風是錯誤，對方作答失敗後，需要反方向作答。「金、木、水、火、土」為正答。答對3題的隊伍為勝
- 韓字大拼板：螢幕上有一堆諺文，所有人需記下諺文，並拼出韓語字典可查的詞語，走過健康步道、障礙賽道等路線，回到獄長作答。離開步道需重新開始。作答成功後，諺文數量會減少。
- 生肖在我耳：一隊選出敵隊為出題者，並擲鏢選出出題者須模仿的生肖動物，進行兩輪指手畫腳遊戲。隊中兩輪時間總和最短為勝。
- 大衣雙打乒乓球賽：兩人穿上大型連身衣，令只有一雙手和一雙腳。7分為一局，三局兩勝。
- 健康步道點球賽：在T形健康步道（射手，守門員各一條十米跑道）上輪流派上守門員和射球手。兩人到達位置後，在哨聲後對決。5球後得分較多的隊伍獲勝。

#### 個人賽
- 美味的音樂椅子：所有人戴上嚴重放大的眼鏡，在歌聲完結後，經過小小的障礙，找出小椅子並坐上。椅子上各有食品或飲品。如果對食物厭惡或過敏可交換或分食。第三名得一條黑色額外票，第二名兩票，第一名三票。
- 躍上盒子：舞蹈完畢後選擇想站、坐上的盒子。如果掉進盒子裡當為淘汰。第三名得一條黑色額外票，第二名兩票，第一名三票。
- 健康步道單腿摔跤比賽：

## 節目列表
| 回數 | 集數 | 播出日期      | 嘉賓                                                  | 隊伍 | 黑手黨                        | 結果／提示詞 |
| ---- | ---- | ------------- | ----------------------------------------------------- | --- | ----------------------------- | --- |
| 1    | 1    | 2019年3月16日 | 安俞真 (IZ*ONE)                                       | 「誠實」班：鄭亨敦、金鍾旼、李相燁、JB、安俞真 「正直」班：李壽根、黃帝聖、張度練、勝寬、崔叡娜                                      | 黑手黨 勝寬、金鍾旼、崔叡娜   | 結果 900萬韓元（黑手黨勝，崔叡娜存活） 提示詞：「運動會」 |
| 1    | 2    | 2019年3月23日 | 安俞真 (IZ*ONE)                                       | 「誠實」班：鄭亨敦、金鍾旼、李相燁、JB、安俞真 「正直」班：李壽根、黃帝聖、張度練、勝寬、崔叡娜                                      | 黑手黨 勝寬、金鍾旼、崔叡娜   | 結果 900萬韓元（黑手黨勝，崔叡娜存活） 提示詞：「運動會」 |
| 2    | 3    | 2019年3月30日 | 安俞真 (IZ*ONE)                                       | 「誠實」班：金鍾旼、李相燁、JB、勝寬、崔叡娜 「正直」班：李壽根、鄭亨敦、黃帝聖、張度練、安俞真                                      | 黑手黨 李壽根、JB、勝寬       | 結果 600萬韓元－300萬韓元（模範犯人們勝，誠實班勝） 提示詞：「減肥」 |
| 2    | 4    | 2019年4月6日  | 安俞真 (IZ*ONE)                                       | 「誠實」班：金鍾旼、李相燁、JB、勝寬、崔叡娜 「正直」班：李壽根、鄭亨敦、黃帝聖、張度練、安俞真                                      | 黑手黨 李壽根、JB、勝寬       | 結果 600萬韓元－300萬韓元（模範犯人們勝，誠實班勝） 提示詞：「減肥」 |
| 3    | 5    | 2019年4月13日 | 無嘉賓                                                | 「誠實」班：鄭亨敦、黃帝聖、李相燁、勝寬、崔叡娜 「正直」班：李壽根、金鍾旼、張度練、韓寶凜、JB                                      | 黑手黨 張度練、鄭亨敦、韓寶凜 | 結果 600萬韓元－300萬韓元（模範犯人們勝，誠實班勝） 提示詞：「濟州島」 （韓寶凜猜中提示詞，但被崔叡娜最後用兩張追加票定罪，赦免本是濟州島出身的夫勝寬）                               |
| 3    | 6    | 2019年4月20日 | 無嘉賓                                                | 「誠實」班：鄭亨敦、黃帝聖、李相燁、勝寬、崔叡娜 「正直」班：李壽根、金鍾旼、張度練、韓寶凜、JB                                      | 黑手黨 張度練、鄭亨敦、韓寶凜 | 結果 600萬韓元－300萬韓元（模範犯人們勝，誠實班勝） 提示詞：「濟州島」 （韓寶凜猜中提示詞，但被崔叡娜最後用兩張追加票定罪，赦免本是濟州島出身的夫勝寬）                               |
| 4    | 7    | 2019年4月27日 | Defconn Shownu (MONSTA X)                             | 「誠實」班：鄭亨敦、金鍾旼、李相燁、張度練、韓寶凜 「正直」班：李壽根、黃帝聖、崔叡娜、Defconn、Shownu                               | 黑手黨 李相燁、崔叡娜、金鍾旼 | 結果 900萬韓元（黑手黨勝，金鍾旼存活。金鍾旼、崔叡娜各以「黑手黨」身份得兩勝，崔叡娜總共四連勝。） 提示詞：「父母節」(農曆5月8日的法定假期，只要兒女們在韓國，都會回家孝敬父母和老人) |
| 4    | 8    | 2019年5月4日  | Defconn Shownu (MONSTA X)                             | 「誠實」班：鄭亨敦、金鍾旼、李相燁、張度練、韓寶凜 「正直」班：李壽根、黃帝聖、崔叡娜、Defconn、Shownu                               | 黑手黨 李相燁、崔叡娜、金鍾旼 | 結果 900萬韓元（黑手黨勝，金鍾旼存活。金鍾旼、崔叡娜各以「黑手黨」身份得兩勝，崔叡娜總共四連勝。） 提示詞：「父母節」(農曆5月8日的法定假期，只要兒女們在韓國，都會回家孝敬父母和老人) |
| 5    | 9    | 2019年5月11日 | Mark、BamBam(GOT7)                                    | 「誠實」班：李壽根、鄭亨敦、黃帝聖、韓寶凜、BamBam 「正直」班：金鍾旼、李相燁、張度練、崔叡娜、Mark                                  | 黑手黨 李壽根、韓寶凜、張度練 | 結果 500萬韓元-400萬韓元（模範犯人們勝，正直班勝；崔叡娜和金鍾旼5連勝） 提示詞：「直播」                                                                                              |
| 5    | 10   | 2019年5月18日 | Mark、BamBam(GOT7)                                    | 「誠實」班：李壽根、鄭亨敦、黃帝聖、韓寶凜、BamBam 「正直」班：金鍾旼、李相燁、張度練、崔叡娜、Mark                                  | 黑手黨 李壽根、韓寶凜、張度練 | 結果 500萬韓元-400萬韓元（模範犯人們勝，正直班勝；崔叡娜和金鍾旼5連勝） 提示詞：「直播」                                                                                              |
| 6    | 11   | 2019年5月25日 | 淨漢 (Seventeen) 世正 (gu9udan)                       | 「誠實」班：金鍾旼、黃帝聖、李相燁、勝寬、淨漢 「正直」班：李壽根、鄭亨敦、張度練、韓寶凜、世正                                      | 黑手黨 勝寬、韓寶凜 、世正    | 結果 500萬韓元-400萬韓元（模範犯人們勝，誠實班勝；金鍾旼6連勝，韓寶凜4連敗） 提示詞：「放學」（一般指學校的長假期，例如暑假）                                                         |
| 6    | 12   | 2019年6月1日  | 淨漢 (Seventeen) 世正 (gu9udan)                       | 「誠實」班：金鍾旼、黃帝聖、李相燁、勝寬、淨漢 「正直」班：李壽根、鄭亨敦、張度練、韓寶凜、世正                                      | 黑手黨 勝寬、韓寶凜 、世正    | 結果 500萬韓元-400萬韓元（模範犯人們勝，誠實班勝；金鍾旼6連勝，韓寶凜4連敗） 提示詞：「放學」（一般指學校的長假期，例如暑假）                                                         |
| 7    | 13   | 2019年6月8日  | JooE (Momoland)                                       | 「誠實」班：鄭亨敦、李相燁、韓寶凜、JB、勝寬 「正直」班：李壽根、黃帝聖、張度練、崔叡娜、JooE                                        | 黑手黨 李壽根、韓寶凜、黃帝聖 | 結果 900萬韓元（黑手黨勝，黄帝聖存活；韓寶凜首勝，黃帝聖首次黑手黨） 提示詞：「兼職」                                                                                                 |
| 7    | 14   | 2019年6月15日 | JooE (Momoland)                                       | 「誠實」班：鄭亨敦、李相燁、韓寶凜、JB、勝寬 「正直」班：李壽根、黃帝聖、張度練、崔叡娜、JooE                                        | 黑手黨 李壽根、韓寶凜、黃帝聖 | 結果 900萬韓元（黑手黨勝，黄帝聖存活；韓寶凜首勝，黃帝聖首次黑手黨） 提示詞：「兼職」                                                                                                 |
| 8    | 15   | 2019年6月22日 | 瑟琪、Joy (Red Velvet)                                | 「誠實」班：李壽根、黃帝聖、李相燁、韓寶凜、JB、崔叡娜 「正直」班：鄭亨敦、金鍾旼、張度練、勝寬、瑟琪、Joy                           | 黑手黨 JB、 鄭亨敦、瑟琪      | 結果 600萬韓元-300萬韓元（模範犯人們勝，正直班勝；金鍾旼被「死亡筆記」淘汰，但依然獲得7連勝。）提示詞：「家鄉」                                                                       |
| 8    | 16   | 2019年6月29日 | 瑟琪、Joy (Red Velvet)                                | 「誠實」班：李壽根、黃帝聖、李相燁、韓寶凜、JB、崔叡娜 「正直」班：鄭亨敦、金鍾旼、張度練、勝寬、瑟琪、Joy                           | 黑手黨 JB、 鄭亨敦、瑟琪      | 結果 600萬韓元-300萬韓元（模範犯人們勝，正直班勝；金鍾旼被「死亡筆記」淘汰，但依然獲得7連勝。）提示詞：「家鄉」                                                                       |
| 9    | 17   | 2019年7月6日  | 朴河宣 珍榮 (GOT7) 張圭悧 (fromis_9)                  | 「誠實」班：李壽根、鄭亨敦、金鍾旼、韓寶凜、崔叡娜、朴河宣 「正直」班：黃帝聖、李相燁、張度練、JB、珍榮、張圭悧                      | 黑手黨 黄帝聖、朴河宣、張度練 | 結果 900萬韓元（黑手黨勝，張度練存活；李壽根被「死亡筆記」淘汰, 金鍾旼首敗, 朴河宣成首位以黑手黨身份獲勝的嘉賓） 提示詞：「爱好」                                                     |
| 9    | 18   | 2019年7月13日 | 朴河宣 珍榮 (GOT7) 張圭悧 (fromis_9)                  | 「誠實」班：李壽根、鄭亨敦、金鍾旼、韓寶凜、崔叡娜、朴河宣 「正直」班：黃帝聖、李相燁、張度練、JB、珍榮、張圭悧                      | 黑手黨 黄帝聖、朴河宣、張度練 | 結果 900萬韓元（黑手黨勝，張度練存活；李壽根被「死亡筆記」淘汰, 金鍾旼首敗, 朴河宣成首位以黑手黨身份獲勝的嘉賓） 提示詞：「爱好」                                                     |
| 10   | 19   | 2019年7月20日 | 張水院 (水晶男孩) 金秦禹、宋旻浩(WINNER) 河成雲       | 「誠實」班：李壽根、鄭亨敦、黃帝聖、李相燁、韓寶凜、河成雲 「正直」班：金鍾旼、張度練、勝寬、張水院、金秦禹、宋旻浩                  | 黑手黨 金秦禹、張度練、韓寶凜 | 結果 600萬韓元-300萬韓元（模範犯人們勝，誠實班勝；河成雲被「死亡筆記」淘汰, 韓寶凜8戰6敗, 韓寶凜第5次當黑手黨, 張度練第4次當黑手黨） 提示詞：「流行」                                 |
| 10   | 20   | 2019年7月27日 | 張水院 (水晶男孩) 金秦禹、宋旻浩(WINNER) 河成雲       | 「誠實」班：李壽根、鄭亨敦、黃帝聖、李相燁、韓寶凜、河成雲 「正直」班：金鍾旼、張度練、勝寬、張水院、金秦禹、宋旻浩                  | 黑手黨 金秦禹、張度練、韓寶凜 | 結果 600萬韓元-300萬韓元（模範犯人們勝，誠實班勝；河成雲被「死亡筆記」淘汰, 韓寶凜8戰6敗, 韓寶凜第5次當黑手黨, 張度練第4次當黑手黨） 提示詞：「流行」                                 |
| 11   | 21   | 2019年8月3日  | ITZY                                                  | 「誠實」班：金鍾旼、崔叡娜、禮志、留眞、彩領、有娜 「正直」班：李壽根、鄭亨敦、黃帝聖、李相燁、張度練、Lia                           | 黑手黨 李相燁、崔叡娜、有娜   | 結果 500萬韓元-400萬韓元（模範犯人們勝，誠實班勝；彩領被「死亡筆記」淘汰, 金鍾旼、黃帝聖各獲9勝 提示詞：「星期六」                                                                    |
| 11   | 22   | 2019年8月10日 | ITZY                                                  | 「誠實」班：金鍾旼、崔叡娜、禮志、留眞、彩領、有娜 「正直」班：李壽根、鄭亨敦、黃帝聖、李相燁、張度練、Lia                           | 黑手黨 李相燁、崔叡娜、有娜   | 結果 500萬韓元-400萬韓元（模範犯人們勝，誠實班勝；彩領被「死亡筆記」淘汰, 金鍾旼、黃帝聖各獲9勝 提示詞：「星期六」                                                                    |
| 12   | 23   | 2019年8月17日 | 李陳鎬 黃光熙 (ZE:A) 磪有情、金度延 (Weki Meki)       | 「誠實」班：李相燁、張度練、JB、黃光熙、磪有情、金度延 「正直」班：李壽根、鄭亨敦、金鍾旼、黃帝聖、韓寶凜、李陳鎬                    | 黑手黨 李陳鎬、磪有情、金度延 | 結果 900萬韓元（黑手黨勝，金度延存活；李壽根被「死亡筆記」淘汰, 首次都是嘉賓的黑手黨隊） 提示詞：「市場」                                                                             |
| 12   | 24   | 2019年8月24日 | 李陳鎬 黃光熙 (ZE:A) 磪有情、金度延 (Weki Meki)       | 「誠實」班：李相燁、張度練、JB、黃光熙、磪有情、金度延 「正直」班：李壽根、鄭亨敦、金鍾旼、黃帝聖、韓寶凜、李陳鎬                    | 黑手黨 李陳鎬、磪有情、金度延 | 結果 900萬韓元（黑手黨勝，金度延存活；李壽根被「死亡筆記」淘汰, 首次都是嘉賓的黑手黨隊） 提示詞：「市場」                                                                             |
| 13   | 25   | 2019年8月31日 | 河成雲 金曜漢、金宇碩、宋亨俊 (X1)                    | 「誠實」班：李壽根、鄭亨敦、黃帝聖、李相燁、韓寶凜、金曜漢 「正直」班：金鍾旼、張度練、勝寬、河成雲、金宇碩、宋亨俊                  | 黑手黨 勝寬、金宇碩、宋亨俊   | 結果 模範犯人們勝 (首次黑手黨都在同一隊) 提示詞：「首爾」 |
| 14   | 26   | 2019年9月7日  | 金東炫 文世潤 河成雲 李陳鎬 Hoshi、Vernon (Seventeen) | 「誠實」班：金鍾旼、黃帝聖、張度練、韓寶凜、 金東炫、文世潤、河成雲 「正直」班：李壽根、鄭亨敦、李相燁、勝寬、 李陳鎬、Hoshi、Vernon | 黑手黨 金東炫、河成雲、勝寬   | 結果 900萬韓元（黑手黨勝,金東炫、勝寬存活;李相燁、Vernon 被「死亡筆記」淘汰 ） 提示詞：「背包旅行」                                                                                   |

## 收視率
以下紀錄《傻瓜們的監獄生活》節目收視，收視最低的集數以藍色表示，收視最高的集數以紅色表示，而空格則表示該集的收視沒有相關數據。
| 集數 | 播出日期   | AGB尼爾森收視率 | AGB尼爾森收視率 | AGB尼爾森收視率 | AGB尼爾森收視率 |
| 集數 | 播出日期   | 大韓民國 (全國) | 排行            | 排行            | 首爾 (首都圈)   |
| 集數 | 播出日期   | 大韓民國 (全國) | 所有節目        | 綜藝節目        | 首爾 (首都圈)   |
| ---- | ---------- | --------------- | --------------- | --------------- | --------------- |
| 1    | 2019/03/16 | 2.106%          | 7               | 5               | 2.378%          |
| 2    | 2019/03/23 | 1.576%          | 11              | 6               | 1.719%          |
| 3    | 2019/03/30 | 1.412%          | 10              | 4               |                 |
| 4    | 2019/04/06 | 1.303%          | 15              | 5               |                 |
| 5    | 2019/04/13 | 1.201%          | 21              | 6               |                 |
| 6    | 2019/04/20 | 1.319%          | 14              | 7               |                 |
| 7    | 2019/04/27 | 1.666%          | 11              | 7               | 1.599%          |
| 8    | 2019/05/04 | 1.452%          | 14              | 6               |                 |
| 9    | 2019/05/11 | 1.424%          | 9               | 6               | 1.646%          |
| 10   | 2019/05/18 | 1.712%          | 13              | 6               | 2.207%          |
| 11   | 2019/05/25 | 1.273%          | 16              | 8               |                 |
| 12   | 2019/06/01 | 1.448%          | 15              | 6               |                 |
| 13   | 2019/06/08 | 1.032%          | 32              | 8               |                 |
| 14   | 2019/06/15 | 1.194%          | 34              | 5               |                 |
| 15   | 2019/06/22 | 1.267%          | 20              | 7               |                 |
| 16   | 2019/06/29 | 1.649%          | 16              | 7               |                 |
| 17   | 2019/07/06 | 1.345%          | 20              | 6               |                 |
| 18   | 2019/07/13 | 1.746%          | 6               | 4               | 1.704%          |
| 19   | 2019/07/20 | 1.622%          | 20              | 4               |                 |
| 20   | 2019/07/27 | 1.348%          | 12              | 3               |                 |
| 21   | 2019/08/03 | 1.238%          | 30              | 6               |                 |
| 22   | 2019/08/10 | 1.639%          | 12              | 5               |                 |
| 23   | 2019/08/17 | 1.438%          | 11              | 6               |                 |
| 24   | 2019/08/24 | 1.256%          | 27              | 6               |                 |
| 25   | 2019/08/31 | 1.781%          | 7               | 4               | 1.670%          |
| 26   | 2019/09/07 | 1.675%          | 31              | 6               |                 |

## 外部連結
- 韓國tvN官方網站[]
- 傻瓜們的監獄生活-NAVER

| · 星期六 18:10－19:40 (KST)               | · 星期六 18:10－19:40 (KST)                 | · 星期六 18:10－19:40 (KST) |
| ----------------------------------------- | ------------------------------------------- | --------------------------- |
|                                           | 傻瓜們的監獄生活 （2019.03.16－2019.09.07） |                             |
| 驚險的親家練習 （2019.01.19－2019.03.09） | —                                           |                             |